# Hanna Mina
Hanna Mina, född 9 mars 1924 i Latakia, Syrien, död 21 augusti 2018 i Damaskus, var en syrisk romanförfattare som har beskrivits som Syriens främsta. 
Hans tidiga romaner är socialrealistiska och berör ämnen som klasskamp, medan de senare mer berör symboliska analyser av klasskillnader. Hans verk om arbetares hårda villkor har hämtat inspiration från egenupplevda upplevelser som hamnarbetare, frisör och journalist. Han tilldelades det arabiska författarpriset 2005 för sina samlade verk.